# Брацлавско-Винницкое восстание
Брацлавское и винницкое восстание 1541 года — восстание населения в Брацлаве и Виннице против притеснений и грабежей королевской администрации во главе с брацлавским старостой князем Семёном Пронским. Восставшие горожане захватили брацлавский и винницкий замки, убили или прогнали управляющих вместе с Пронским. Однако позже восстание было подавлено, а его руководители казнены.Сопоставимое восстание повторилось в 1560 году.